# یوهان فریدریش بلومنباخ
یوهان فریدریش بلومنباخ (انگلیسی: Johann Friedrich Blumenbach؛ ۱۱ مهٔ ۱۷۵۲ – ۲۲ ژانویهٔ ۱۸۴۰) پزشک، استاد تاریخ طبیعی، فیزیولوژی و انسان‌شناسی آلمانی بود. او به مکتب تاریخ‌نگاری گوتینگن تعلق داشت.